# Ursigramm
Ein Ursigramm (auch URSIgramm, von URSI = International Union of Radio Science) ist ein für den schnellen und standardisierten Austausch von Daten der Sonnenaktivität und des Geomagnetismus entwickeltes Übertragungsformat. Ursprünglich diente es zur Verbreitung dieser Informationen per (Funk-)Fernschreiben (Telex).

## Arbeitsweise
In einem Ursigramm werden standardisiert Daten über solare, kosmische und geomagnetische Messwerte, die durch terrestrische Sensoren oder auch Satelliten erfasst werden, in Form von definierten Textzeilen dargestellt. Darüber hinaus liefert ein Ursigramm auch eine Prognose über die zukünftige Entwicklung (Prognose) dieser Werte für einen kurzen Zeitraum (mehrere Tage bis Wochen). Als solche sind insbesondere zu nennen: 
- geomagnetische Aktivität,
- kosmische Strahlung und
- solarer Flux.

Es können – je nach Anwendungsgebiet – jedoch auch weitere beziehungsweise andere wissenschaftlich relevante Daten enthalten sein.

## Geschichte
Die Wortschöpfung ist ein Akronym aus dem Namen der Union of Radio-Science Internationale, der Organisation die 1930 dieses Format entwickelte und erstmals zur Verbreitung nutzte. Heutzutage werden Ursigramme durch den International Space Environment Service (ISES; in Deutschland Deutsche Gesellschaft für Sonnenenergie) mit Unterstützung weiterer internationaler wissenschaftlicher Einrichtungen (FAGS, URSI, IAU, IUGG) bereitgestellt. Die Messwerte werden hierzu durch mehrere internationale Organisationen weltweit erfasst (z. B. durch das Solar Influences Data Analysis Center (SIDC) des Königlichen Observatoriums von Belgien oder die National Oceanic and Atmospheric Administration (NOAA) der USA).

## Verwendung
Ursigramme werden von professionellen Funkanwendern sowie Funkamateuren dazu verwendet, die Ausbreitungsbedingungen der Kurzwellen auf der Erde zu bestimmen. Wissenschaftliche Einrichtungen nutzen ebenfalls diese Daten für ihre Zwecke (Forschung, Warndienste). Ein Ursigramm ist systematisch mit einem zum Beispiel für die Seeschifffahrt wichtigen Wetterfax zu vergleichen, wenngleich ein Ursigramm keine Bilddarstellungen enthält. Obwohl heutzutage die Verbreitung von Informationen über das Internet schneller und üblicher ist, hat sich das Ursigramm als standardisiertes Format erhalten. So nutzen auch softwaregestützte Lösungen zur Erfassung, Auswertung und grafischen Darstellung dieser Daten das Ursigramm.
Das Format ist nicht abschließend geregelt, es entwickelt sich mit den Bedürfnissen der Nutzer weiter. Hierzu können Änderungsvorschläge beim ISES eingebracht werden.